# Кубок Лівану з футболу 2019—2020
Кубок Лівану з футболу 2019—2020 — 48-й розіграш головного кубкового футбольного турніру у Лівані. Титул володаря кубка вдруге поспіль захищав Аль-Ахед. У зв'язку з епідемією Covid-19 змагання було скасоване 28 травня 2020 року.

## Календар
| Раунд        | Дата              | Матчі | Клуби   |
| ------------ | ----------------- | ----- | ------- |
| Перший раунд | 12 жовтня 2019    | 7     | 26 → 19 |
| Другий раунд | 17 листопада 2019 | 3     | 19 → 16 |
| 1/8 фіналу   | 21 грудня 2019    | 8     | 16 → 8  |
| 1/4 фіналу   |                   | 4     | 8 → 4   |
| 1/2 фіналу   |                   | 2     | 4 → 2   |
| Фінал        |                   | 1     | 2 → 1   |